# جان بنجامین هیکی
جان بنجامین هیکی (انگلیسی: John Benjamin Hickey؛ زادهٔ ۲۵ ژوئن ۱۹۶۳) یک بازیگر سینما، و هنرپیشه اهل ایالات متحده آمریکا است. وی از سال ۱۹۹۰ میلادی تاکنون مشغول فعالیت بوده‌است.
از فیلم‌ها یا برنامه‌های تلویزیونی که وی در آن نقش داشته‌است می‌توان به پرچم‌های پدران ما، گرفتن پلهام ۱۲۳، دختر ژنرال، اکس، آزادی نویسندگان، نفرت‌انگیز، مهمانی سالگرد ازدواج و سپس او مرا یافت اشاره کرد.